# Haven van Pasaia
De haven van Pasaia (Spaans: Puerto de Pasajes, Baskisch: Pasaiako Portua) is een goederenhaven in de Spaanse plaatsen Pasaia, Lezo, Errenteria en het district Herrera van de stad San Sebastian en is daarmee de haven van de agglomeratie San Sebastian in de autonome gemeenschap Baskenland. 
Het is een natuurlijke haven, gelegen aan de ría de Pasajes, een zee-arm van de Cantabrische Zee. In 2018 meerde er 911 maal een schip aan en passeerde 3,138 miljoen ton de haven, waarvan 1,651 miljoen ton ontscheept werd en 1,348 miljoen ton geladen. Het de tweede haven van het Baskenland na Bilbao (er zijn maar twee algemene havens in het Baskenland) en op nationaal niveau is het de zestiende haven. De havenautoriteiten van Pasaia hebben ook de kleine haven van San Sebastian onder hun bevoegdheid.

## Geschiedenis
Er zijn aanwijzingen dat de Romeinen de Ría al gebruikten om mineralen te verschepen die nabij gelegen mijnen gedolven werden. De eerste geschreven sporen dateren echter van de 12e en 13e eeuw, als een aantal Baskische kustplaatsen Fueros, speciale rechten, toegekend krijgen om de commerciële activiteiten te stimuleren. Geen van de nederzettingen op de oever van de Ría zelf had zeggenschap over deze activiteiten, die oorspronkelijk steeds toeviel aan de fueros van San Sebastian en later gedeeld werd met Hondarribia. De westelijke kant van de Ría de maakte deel uit van het grondgebied van San Sebastian, en de oostelijke kant van Hondarribia.
Al in de Middeleeuwen worden vanuit de Ría ijzererts en wol uit Navarra verscheept, en graan en nijverheidsproducten uit de rest van Europa geïmporteerd. De haven genoot een goede natuurlijke beschutting en was goed uitgerust met scheepswerven en andere voorzieningen. Daarnaast consolideert zich er ook de visserij en de walvisvaart. Vanaf de 16e eeuw worden er schepen gebouwd voor de Spaanse kroon en voor de visserij en de walvisvangst voor de kust van Newfoundland. 
In 1770 maakt Donibane, op de oostelijke oever van de doorgang naar zee, zich los van Hondarribia, en in 1805 doet San Pedro op de westelijke oever hetzelfde. Samen vormen ze de nieuwe gemeente Pasaia. Door dit samengaan hebben beide dorpen duidelijk de intentie zeggenschap te verkrijgen over de Ría en de havenactiviteiten die zich er ontwikkelen. Met de aanleg op de zuidelijke oever van de Ría van de weg N-I, die Madrid met de Franse grens verbindt, en de spoorlijn Madrid-Hendaye, ontstaat er in de jaren 90 van de 19e eeuw aan die kant van de baai de buurtschap Antxo. 
De 20e eeuw wordt gekenmerkt door zware industrie in de omgeving, en het goederenvervoer dat daarbij hoort. 

## Ligging
De haven van Pasaia is gelegen aan de Ría de Pasaia, een kleine fjord. De haven ligt op zo'n 5 kilometer van het centrum van San Sebastian, en op 15 kilometer van de Franse grens. 
De toegang van de haven, ingeklemd tussen de heuvels Ulía en Jaizkibel, is 10 meer diep, 1200 meter lang, niet breder dan 200 meter en op het smalste punt zelfs maar 80 meter, wat de omvang beperkt van de schepen die toegang kunnen hebben tot de haven. Die mogen niet breder zijn dan 30 meter of langer dan 185 meter.
De haven is aangesloten op het Spaanse spoorwegnet bij station Pasaia en in het verleden ook op het meterspoor van EuskoTren. Daarnaast heeft het goede wegverbindingen door twee aansluitingen met de rondweg van San Sebastian, de GI-20. 

## Goederenhaven
De haven is een belangrijk doorvoerpunt voor de staalindustrie in de omgeving, die via de haven schroot importeert en de eindproducten weer exporteert. Dit maakt zo'n 30% uit van de activiteit van de haven. Daarnaast is het een belangrijk doorvoerpunt voor de auto-industrie iets verder landinwaarts, te weten de fabrieken van Volkswagen in Pamplona, die van Mercedes-Benz in Vitoria-Gasteiz en die van Opel in Figueruelas, goed voor zo'n 20% van de verscheepte goederen. Omdat de haven over goede voertuigopslag en installaties om voertuigen aan boord van schepen te brengen beschikt, worden er ook voertuigen uit de rest van Europa geïmporteerd.

## Overige havenactiviteiten
Een vissersvloot met 21 schepen heeft de haven als thuisbasis. Verder zijn er plezierhavens nabij de pittoreske historische dorpscentra rondom de inham. In het verleden was er ook een passagiersterminal, maar die is afgebroken wegens gebrek aan verkeer. 